# ザ・グラウンド・ビニース・ハー・フィート
「ザ・グラウンド・ビニース・ハー・フィート」（The Ground Beneath Her Feet）は、ヴィム・ヴェンダースが監督した2000年の映画『ミリオンダラー・ホテル』のサウンドトラックに収録されているU2の楽曲である。

## 概要
映画の原案はボノ。The Rosslyn Million Dollar Hotelはロサンゼルスに実在したホテルで、かつてこの周辺はエンターテイメント産業の中心地だったが、やがてそれもハリウッドに移り、廃れてしまった。1987年、「Where the Streets Have No Name」のPVのロケ地を探していたU2はこの地を訪れ、ある酒屋の上でPVを撮ったのだが、その時にThe Rosslyn Million Dollar Hotelを見つけた。
ホテルにインスパイアされたボノは物語を作り始め、脚本家のニコラス・クレインの力を借りて脚本を書き、ヴィム・ヴェンダースの映画の企画となった。ボノは1988年にアイルランドの音楽雑誌・ホットプレスで、演出やロサンゼルスのダウンタウンにあるホテルのセットや企画の名前まで明らかにしてこの企画について語っている。
撮影は1995年に始まったが、途中で中止となり、キャスティングが始まった1998年に再開した。ボノは映画にカメオ出演しているが、それ以上にサントラの制作に深く関わり、ヴェンダースとともにエクゼティブ・プロデューサーに名を連ねている。
U2はこの映画のサントラに『All That You Can't Leave Behind』のアウトテイクである「The Ground Beneath Her Feet」（サルマン・ラシュディの詩にボノがメロディをつけた）と「Stateless」を提供。プロデューサーにはボノ、エッジ、ブライアン・イーノ、ダニエル・ラノワも名を連ねている。
が、映画の出来は出演したメル・ギブソンが「犬の糞」とのたまう代物。ボノは「The Ground Beneath Her Feet」をシングルカットしたくて、ヴェンダースが監督を務めたPVまで作ったのだが、映画の出来があまりにも悪かったので見送られた。

## PV
- 監督：ヴィム・ヴェンダース
- プロデューサー：ネッド・オハンロン
- プロダクション：Dreamchaser Productions
- 編集：ダーク・ヴァニンガー
- D.O.P.: Phedon Papamichael
- ロケ地：Sandyford（ダブリン）
- 撮影日：2000年1月
- リリース日：2000年4月